# Moto « pieds en avant »

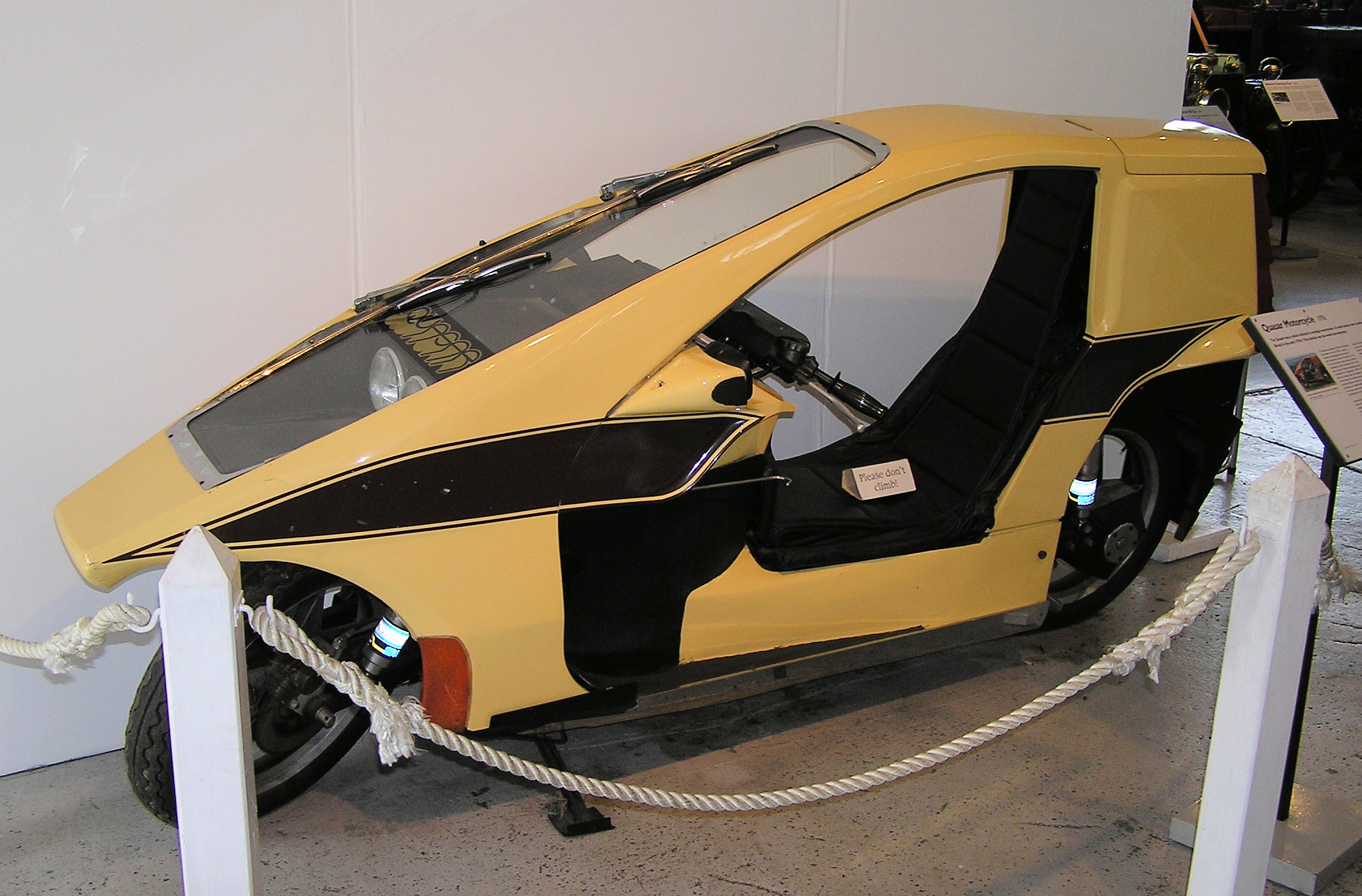
Quasar, l'une des premières motos modernes « pieds en avant ».

Une moto « pieds en avant » est une classe de motos qui veut voir d'un œil nouveau le concept du deux-roues, et créer une nouvelle forme pratique de transport de personnes. Le nom de « pieds en avant » a d'abord été utilisé par Royce Creasey et désigne la position assise du pilote, avec les deux pieds en avant des mains comme dans une voiture, contrairement aux vélos (et vélomoteurs, motos) où le pilote est à califourchon et les mains sont en avant des pieds. Comme il existe d'autres types de moto (par exemple, choppers) qui ont une position « pieds en avant », un autre terme parfois utilisé est véhicule avancé à piste unique.
Pour être classé comme « pieds en avant », les personnes à l'origine de la pieds en avant « moderne » — Malcolm Newell et Royce Creasey — donnèrent la définition suivante :
- une « pieds en avant » aurait une base de siège à moins de 50 cm du sol, à hauteur normale d'usage.

Dans la pratique, cela n'est pas strictement respecté, et cela s'est développé en :
- un deux-roues « pieds en avant » est défini comme un véhicule à voie unique où le pilote est assis en tandem dans la même attitude et à la même hauteur que les passagers d'une voiture. Le siège est similaire, et parfois identiques, à un siège de voiture.

et que :
- un deux-roues « pieds en premier » a un siège monté bas et un dossier comme une voiture.

Les motos « pieds en avant » diffèrent de manière significative du scooter classique (par exemple, le Piaggio Vespa), et du maxi scooter (par exemple, le Suzuki Burgman) dans le sens où la conception est faite pour surpasser une machine conventionnelle en termes de maniabilité et de performance, ainsi que dans le confort du pilote.

## Histoire

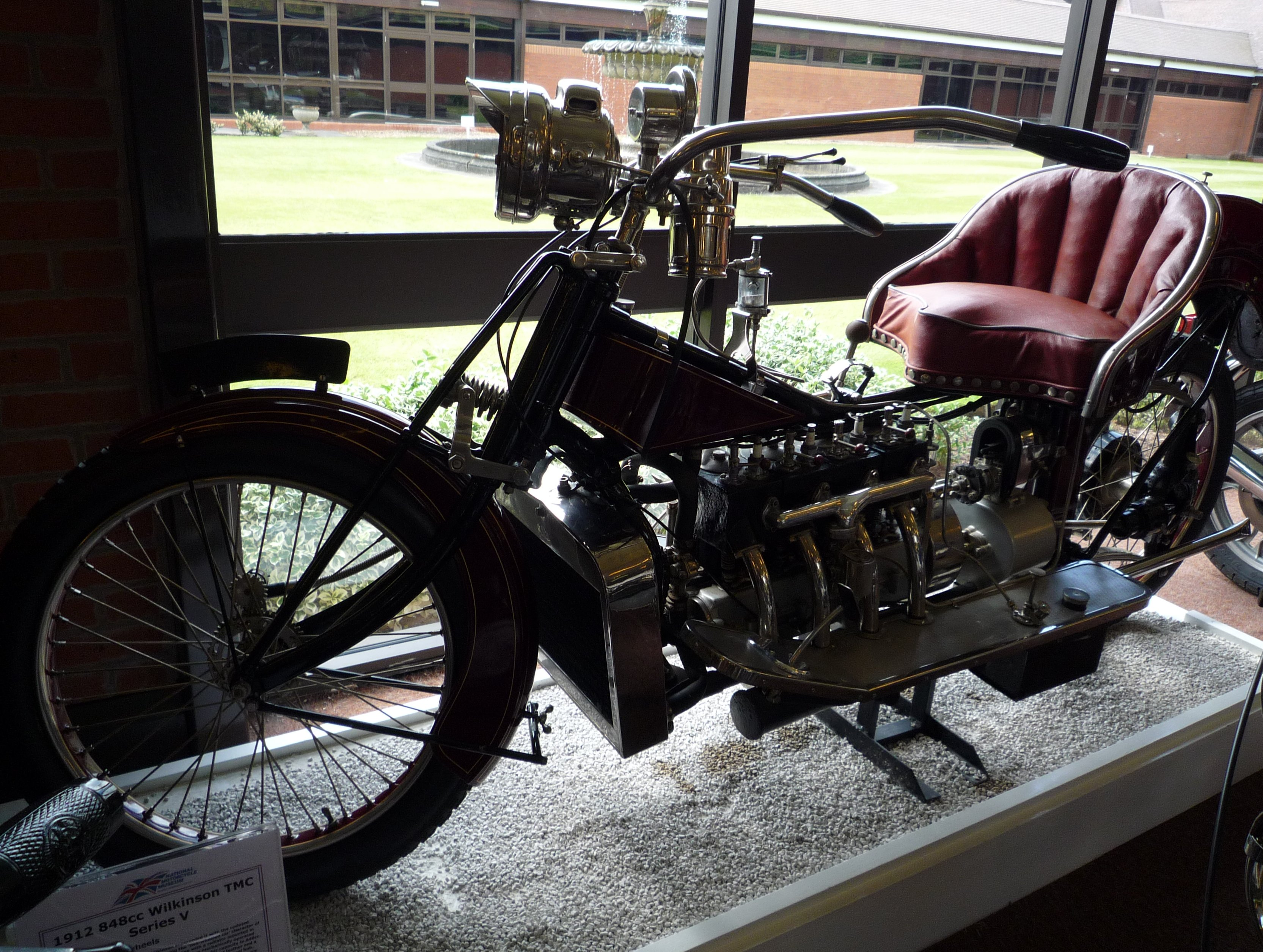
Wilkinson TMC 850 cm.

Les concepteurs ont expérimenté la position de conduite « pieds en avant » depuis le début de la moto.
En 1909, P. G. Tacchi conçoit une machine à moteur quatre cylindres de 700 cm3 à tête en 'L', refroidi par air, avec un arbre d'entraînement couvert et un siège-baquet. La machine était appelée TAC-Wilkinson, et fut fabriqué par la Wilkinson Sword Company.
Le prototype Scripps-Booth Bi-Autogo de 1912 est équipé d'un moteur V8, muni de roues stabilisatrices latérales et pèse près de deux tonnes.
Dix ans plus tard, en Amérique, Carl A. Neracher conçoit la Ner-A-Car qui a une position de conduite les pieds en avant, un cadre d'acier embouti et un pilotage par le centre du moyeu, mais à d'autres égards, était quelque peu semblable à une machine conventionnelle.

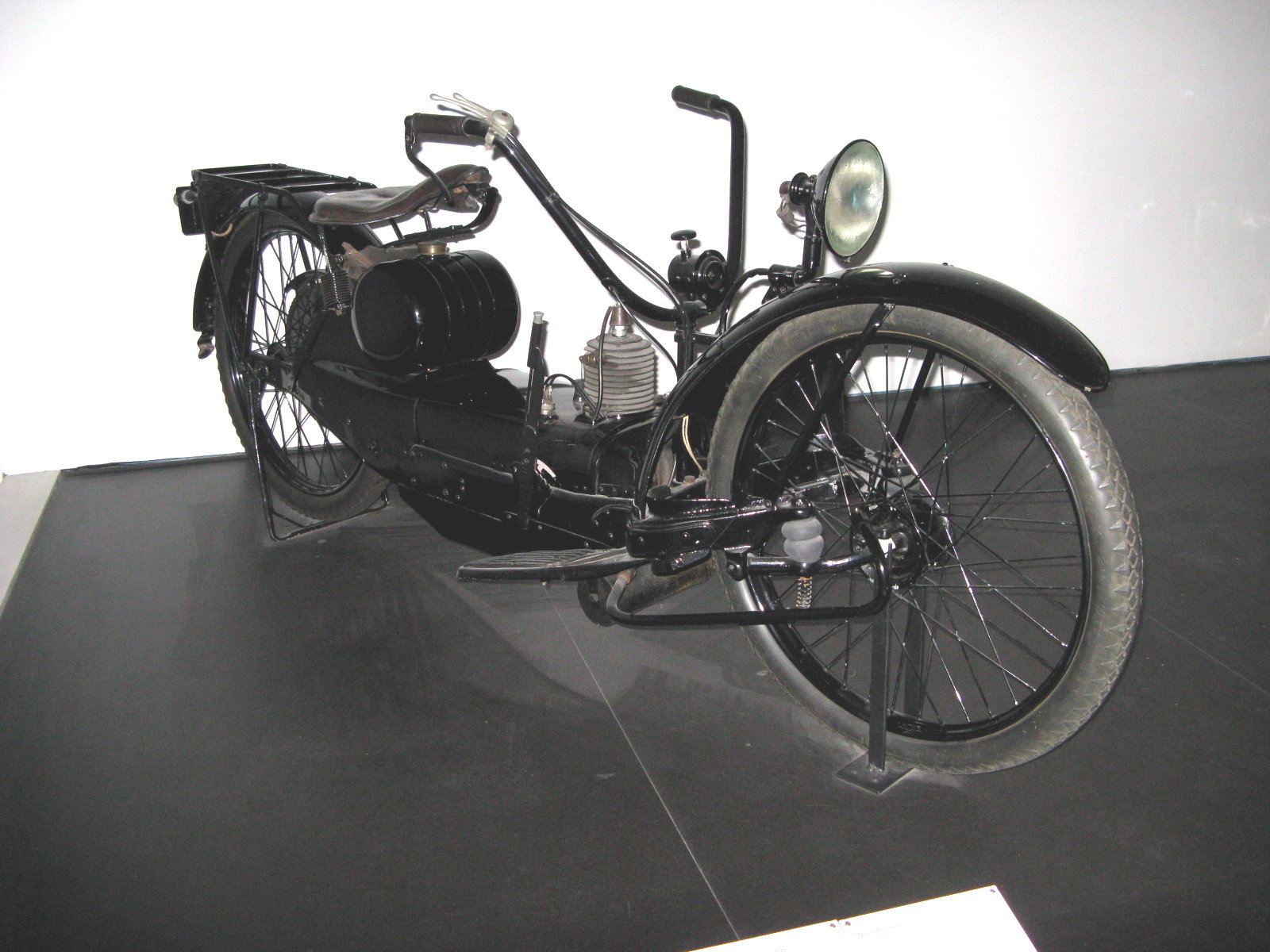
Une Ner-A-Car de 1924.

L'étrange Megola de 1922, à moteur rotatif à cinq cylindres situé dans la roue avant, dépourvue de silencieux, gagne quelques courses. Sans boîte de vitesses ni embrayage, le moteur cale à l'arrêt.

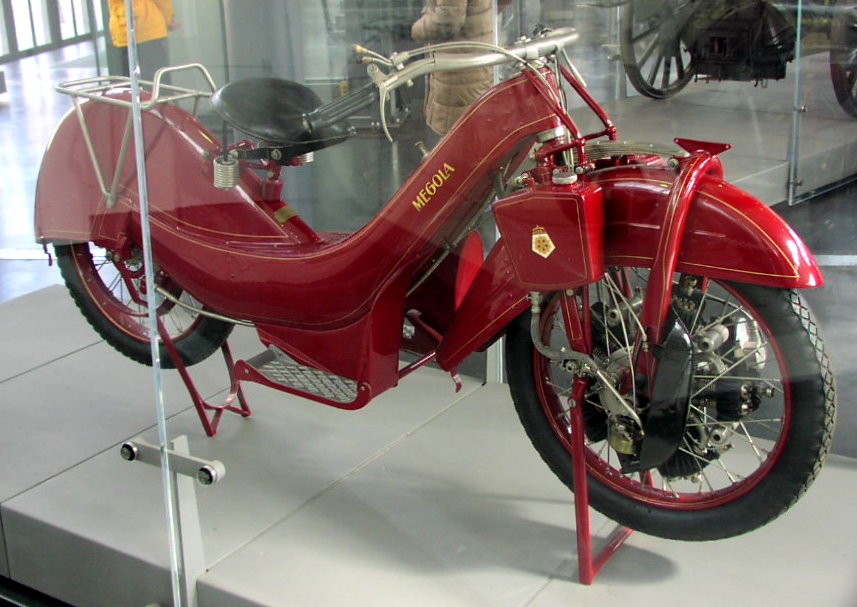
La Megola à moteur en étoile dans la roue avant.

En 1924, la Monotrace française des « Ateliers du rond-point » à Saint-Étienne est commercialisée jusqu'en 1930. Elle s'inspire de la Mauser Einspurauto.
Conçue par Alliott Verdon-Roe en 1926, la Ro-Monocar utilise un moteur deux-temps Villiers de 250 cm3 et met en vedette un haut degré de fermeture pour le conducteur et un siège-baquet. Cette position assise fournit un haut degré de confort pour le pilote.
La « Whitwood monocar », conçue par Fred Wood, utilise une direction duplex OEC, des stabilisateurs rétractables, et deux sièges baquets en tandem fut proposée avec des moteurs allant de 250 à 996 cm3 entre 1933 et 1935.
Dans les années 1950, NSU produit une construction monocoque entièrement close briseuse de records et pieds en avant nommée « Flying Hammock ». Les pieds en avant autorisent une position de conduite offrant une zone frontale exceptionnellement petite. La baisse de la résistance au vent conséquente rend possible à H. P. « Happy » Mueller d'atteindre 241 km/h à partir d'un moteur de 150 cm3 aux Salt flats dans l'Utah en 1956,.
Le premier design moderne est la Quasar de 1975, construite par Malcom Newell et Ken Leaman. La conception n'est pas un grand succès commercial — seuls 22 exemplaires vendus jusqu'en 1982 —, mais elle suscite beaucoup d'intérêt, et inspire d'autres concepteurs.
La conception de Thomas Engelbach date de 1980, avec un brevet innovant pour un système de stabilisation automatique qui incorpore des roues à balancier. Le design est testé avec succès mais il s'avére que le marché n'est pas prêt pour ce modèle.

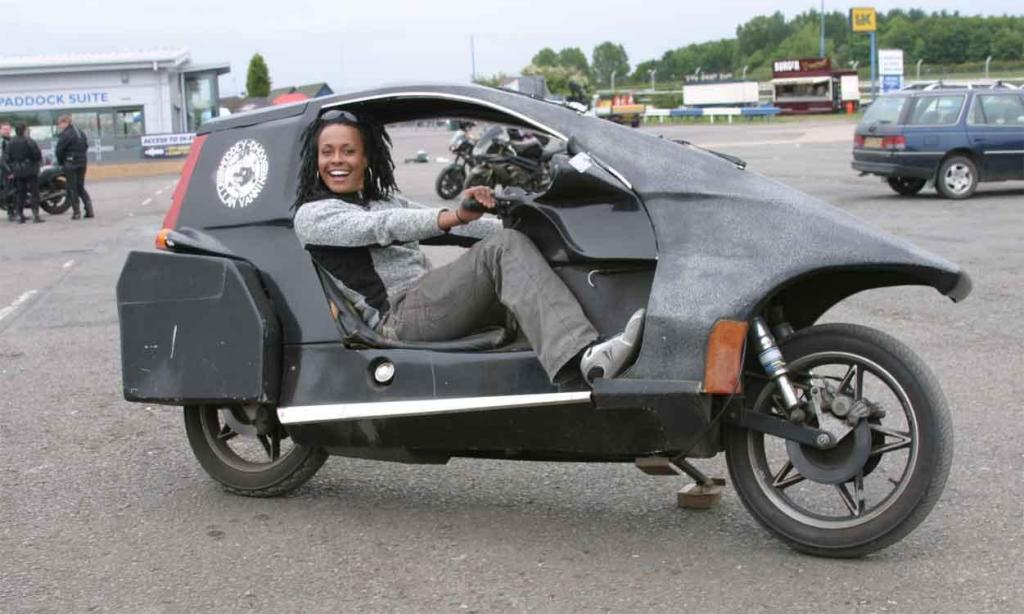
La journaliste Jane Omorogbe dans une Quasar.

Entre 1985 et 2005, le fabricant suisse Peraves produit une petite série de motocyclettes à cabine et pieds en avant ; 89 « Écomobile » sont construites. La Peraves Monotracer restylée réapparait sous forme de prototype en 2006 et entre en production en 2007. Suivant les succès exceptionnels des E-Tracer, X-Tracer et Zerotracer tout-électrique, le MonoTracer-E EMP-150 entre en production en 2012, et la société cesse de fabriquer le modèle à essence MTI-1200. Le site de la compagnie dit qu'ils allaient construire un maximum de 36 véhicules par an à partir de 2013, mais la production cesse avec pas plus d'une dizaine de machines électriques fabriquées.

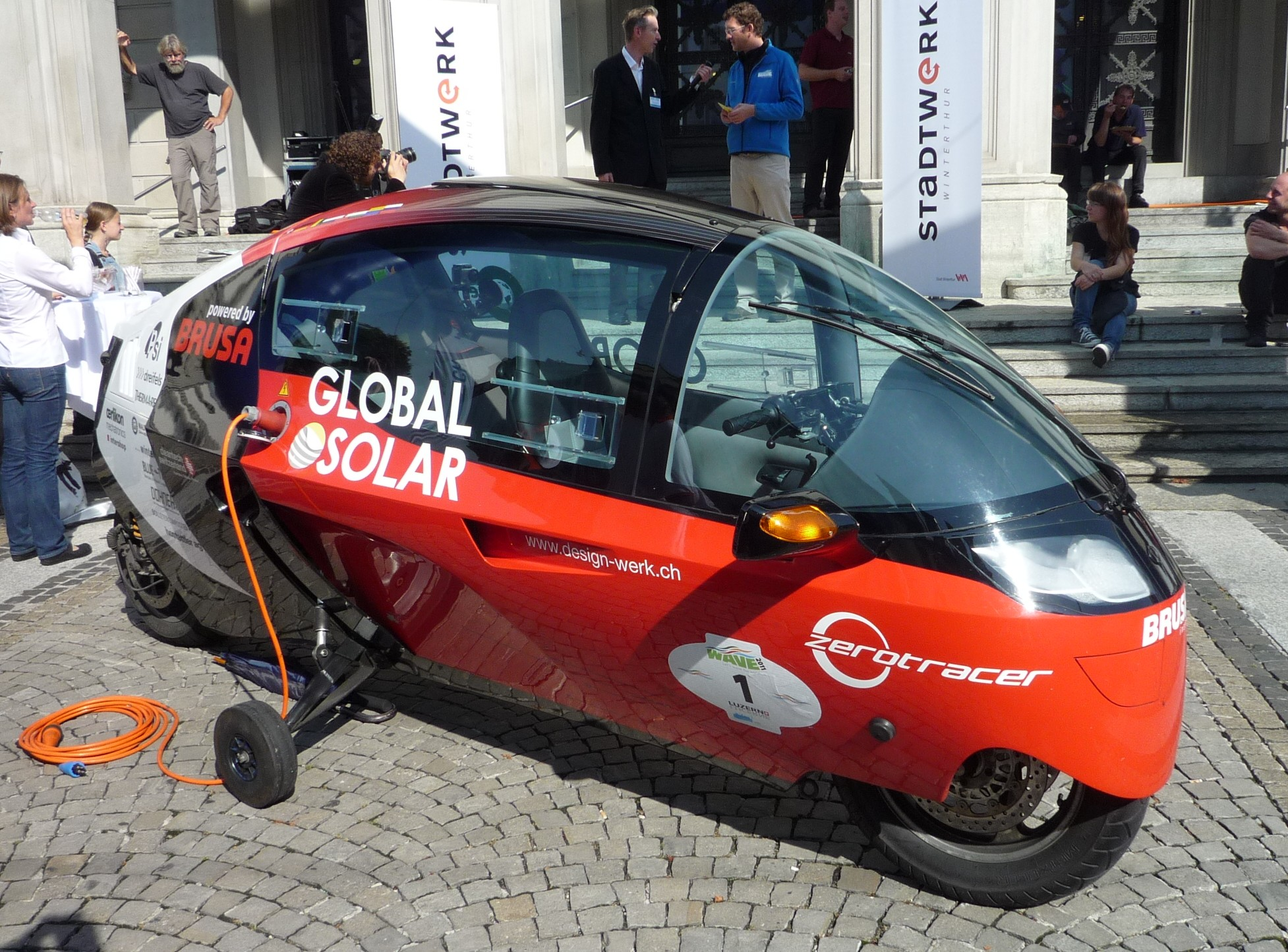
Une Zerotracer photographiée à Winterthur.

En 1989, le Voyager conçu par Royce Creasey est pré-produit en cinq prototypes réalisés par SCL Ltd à Powys - Galles du Sud.
La BMW C1 commercialisée entre 2000 et 2003 est un scooter muni d'un toit et d'un arceau de sécurité, dans lequel le pilote doit fixer deux ceintures de sécurité croisées et rouler sans casque.
En 2002, la All American Racers de Dan Gurney produit une série limitée de 36 modèles Alligator.
En 2006, le premier prototype Acabion est présenté au Salon international de l'automobile de Genève, une moto cabine pieds en avant.[citation nécessaire]

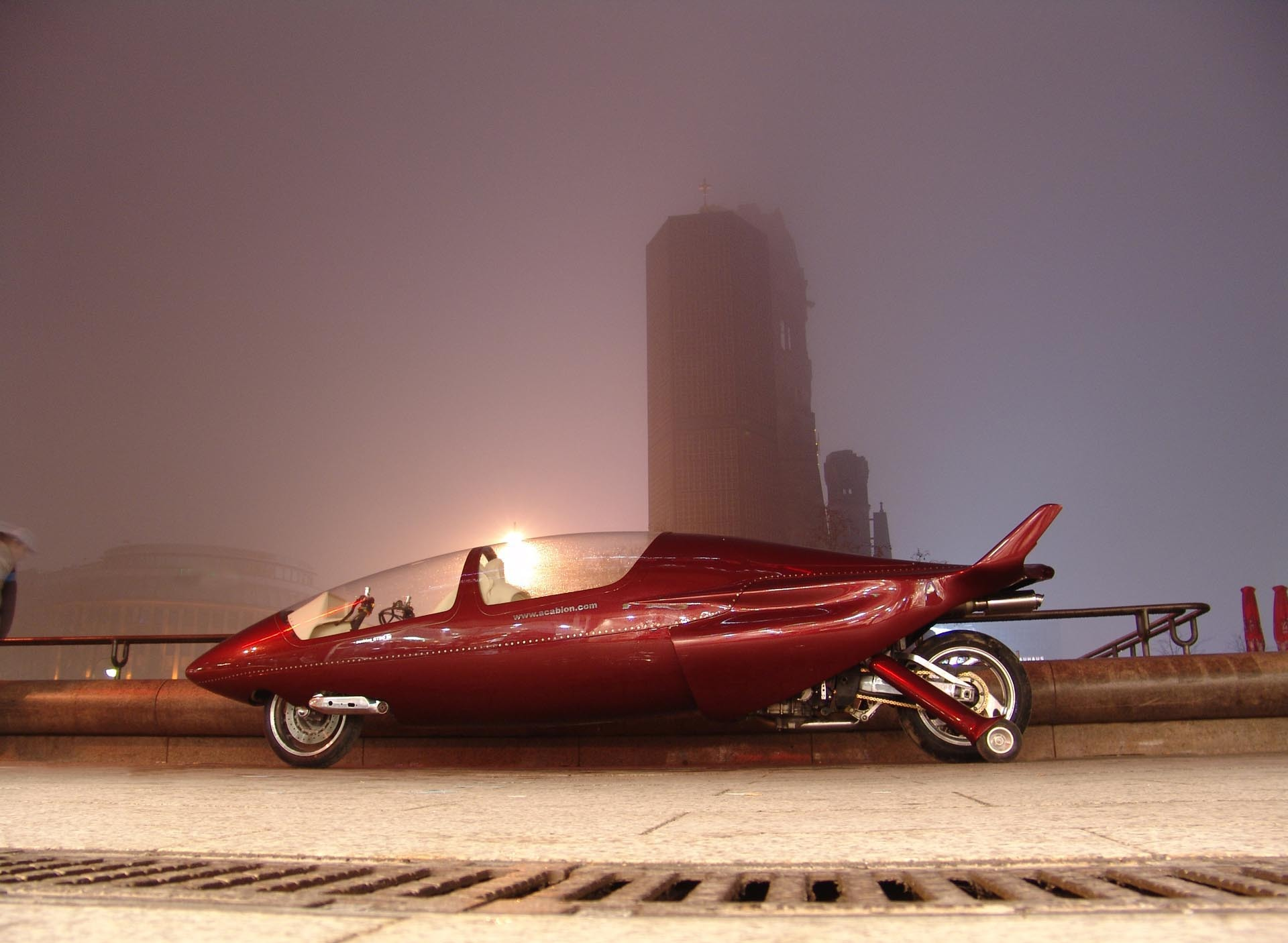
L'Acabion à Berlin.

En 2008, la Buddfab Streamliner établit le record de vitesse pour un moteur de 50 cm3 à 233 km/h avec plus de 20 ch, puis en 2009 la 125 cm3 record de vitesse à 299 km/h. Le moteur Honda RS125 utilisé délivre une puissance de 44 ch.
En 2010, le Néerlandais Allert Jacobs, le créateur de la Quest vélomobile, simplifie une moto Honda Innova et porte à plus du double l'efficacité énergétique de 1 litre pour 48 km (2,08 L/100 km) à 1 litre pour 101 km (0,99 L/100 km).

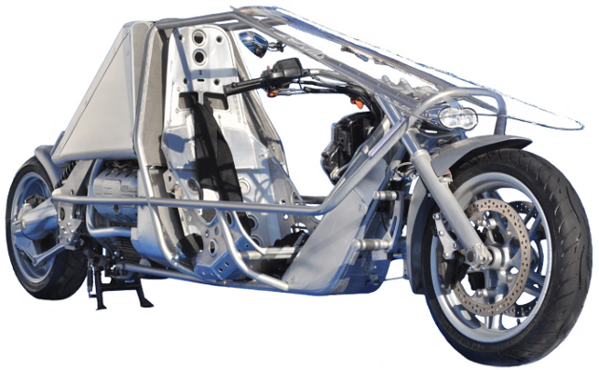
La moto Exodus pieds en avant.

En 2013, Suprine Machinery Inc. et le designer John Chelen introduisent l'Exodus, un 4-cylindres BMW de 1 200 cm3 à plat à cinq vitesses et marche arrière, où le pilote est en toute sécurité, entouré par une cage de retournement et une plaque de protection. Ne pesant que 308 kg, avec un plein d'essence de 30 litres, l'Exodus dépasse une vitesse de 249 km/h avec 2,9 L/100 km à 89 km/h.
En mars 2014, Honda dévoile le modèle Honda NM4 au salon de la moto d'Osaka, qui fut en vente dans le monde entier à la fin de l'année. Aux États-Unis, le moteur original de 700 cm3 est employé alors qu'en Europe un moteur de 750 cm3 est employé. Toutes les versions utilisent le système de transmission Honda à double embrayage (DCT) afin de fournir un contrôle automatique et semi-automatique.

## Justification
Les motos modernes sont simplement des vélos motorisés bien développés, et en tant que tels ont des inconvénients. Parmi ceux-ci :
- météo : les motos n'offrent pas les avantages d'un abri en cas de mauvais temps ;
- sécurité : les personnes impliquées dans un accident ont un risque significativement plus élevé de blessure ou de décès par rapport aux conducteurs de voiture ;
- commodité : pour compenser ce manque de sécurité les motards classiques ont besoin de porter un casque et des vêtements de protection, ce qui implique de se changer avant et après le trajet ;
- efficacité : les motos ont un profil relativement haut qui réduit les performances aérodynamiques. « Une position assise les pieds en avant est plus facile à rationaliser », selon l'inventeur Craig Vetter[16] ;
- compétences : les pilotes de motos ont besoin de formation et de pratique pour devenir habiles au guidon.

De même, dans des environnements urbains denses, la voiture a un certain nombre d'inconvénients :
- occupation de la route : une voiture prend beaucoup plus de place qu'une seule personne, et la plupart des voitures ne transportent qu'une seule personne.
- occupation d'espace de stationnement ;
- environnement : une voiture consomme plus de carburant qu'une moto pour le même parcours. Elle est également plus coûteuse à construire en termes de ressources ;
- temps de trajet : une voiture est généralement beaucoup plus lente qu'une moto pour les trajets urbains en raison de la congestion.

La moto « pieds en avant » est une tentative de marier les avantages des vélos et des voitures, tout en évitant les inconvénients de l'un ou l'autre. Cependant, aucune moto n'a de stabilité en roulis donc les avantages réels sont surestimés par certains promoteurs lors de la comparaison d'une moto « pieds en avant » avec une voiture à moteur. Face à ces problèmes, la plupart des créations « pieds en avant » arrivent à une carrosserie surbaissée et carénée, avec le pilote en position allongée.

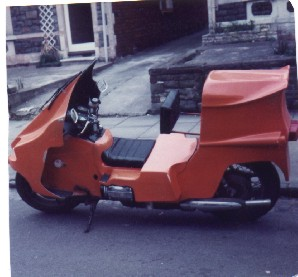
Newell-Gold wing.
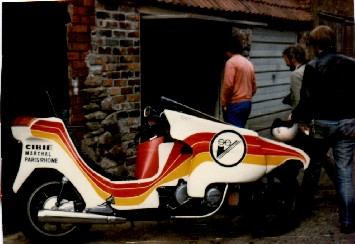
Newell-Kawasaki Z1.

Un certain nombre de concepts ont été essayés, mais jusqu'à présent aucun design n'a rencontré de succès commercial. Il y a eu un regain d'intérêt pour le scooter comme moyen de transport individuel, et, à certains égards, ces véhicules ont certaines caractéristiques en commun avec les motos « pieds en avant ».

## Problèmes rencontrés
Les problèmes rencontrés par le concepteur ou la commercialisation d'une moto « pieds en avant » sont nombreux. Certains d'entre eux sont perceptuels. Les motocyclistes expérimentés ont tendance à être résistants à l'idée, arguant que ce n'est pas une « vraie » moto, et qu'il n'y a rien de mal avec la moto conventionnelle. Pour les automobilistes, de nombreux inconvénients de la voiture ne sont pas reconnus ou tout simplement mis en place et la facilité de l'ensemble est difficile à abandonner. Beaucoup d'automobilistes n'envisageraient pas une moto ou le scooter comme alternative, car c'est beaucoup moins pratique et moins sécuritaire. Pour ces personnes, une moto « pieds en avant » a besoin d'être vue (et donc sur le marché) comme une voiture à deux roues plutôt qu'une motocyclette à habitacle fermé. Comme la conception « pieds en avant » déplace le pilote d'une posture debout ou la « tête la première » à la position couchée (comme dans le Quasar ou l'Alligator de Dan Gurney), la machine est plus basse et peut être plus difficile à voir dans la circulation. Cependant, la plupart des motos « pieds en avant » ont un siège qui n'est pas plus bas que la moyenne des voitures, et bien plus élevé que de nombreuses voitures de sport. Ceux qui roulent régulièrement disent que les problèmes de disposer d'un siège à cette hauteur sont en grande partie dans l'esprit de ceux qui n'ont jamais essayé.
Il y a aussi quelques problèmes techniques, que certains designs peuvent surmonter. Les modèles comme le Quasar exige que le conducteur/pilote utilise un pied pour stabiliser la machine à l'arrêt, en mettant son pied sur le côté ouvert sur la route. Cette approche s'oppose à l'utilisation d'une carrosserie fermée. Les Peraves Ecomobiles et MonoTracers entièrement closes utilisent des roues stabilisatrices déployés par le conducteur lorsque la machine bouge très lentement ou est à l'arrêt.

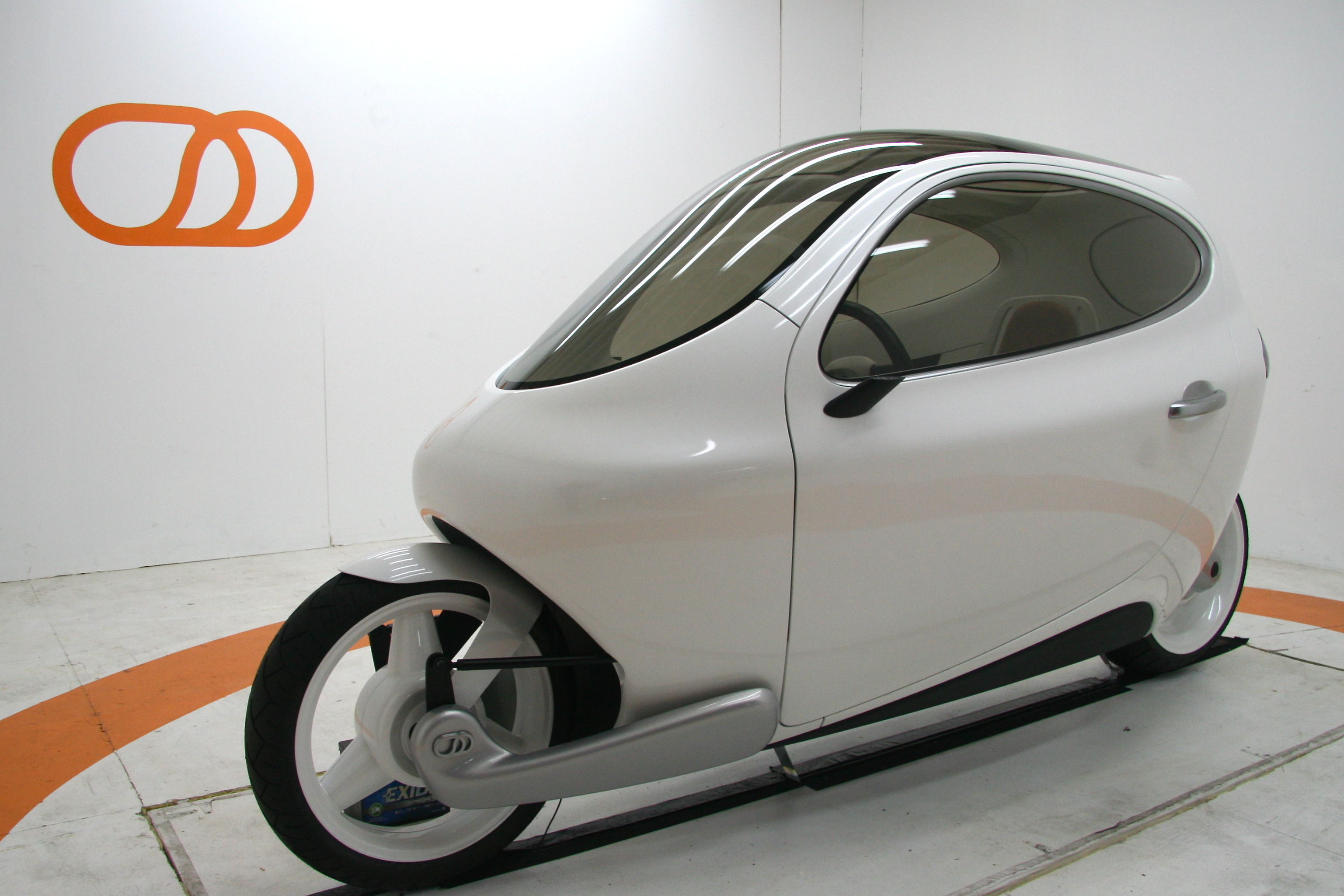
La Lit Motors C1 électrique.